# 대구장산초등학교
대구장산초등학교(大邱長山初等學校)는 대한민국 대구광역시 달서구에 있는 공립 초등학교이다.

## 연혁
- 1997. 11. 06  대구장산초등학교 설립 인가
- 1998. 03. 13  학교 건물 공사 착공
- 1999. 03. 23  학교 건물 준공 (교실36, 관리실, 특별실6, 유치원2)
- 1999. 03. 01  대구장산초등학교 개교 (252명 수용 전환 21학급 편성)
- 2002. 02. 20  제 3회 졸업 (207명, 총 졸업생 수 462명)
- 2002. 02. 28  학교 건물 증축 (교실 14칸)
- 2002. 03. 01  40학급 편성 (유치원 2학급)
- 2003. 02. 14  제 4회 졸업 (214명, 총 졸업생 수 676명)
- 2003. 03. 01  48학급 편성 (유치원 2학급)
- 2004. 02. 13  제 5회 졸업 (274명, 총 졸업생 수 950명)
- 2004. 03. 01  50학급 편성 (유치원 2학급)
- 2005. 02. 16  제 6회 졸업 (250명, 총 졸업생 수 1,200명)
- 2005. 03. 01  50학급 편성 (유치원 2학급)
- 2006. 02. 17  제 7회 졸업 (331명, 총 졸업생 수 1,531명)
- 2006. 03. 01  50학급 편성 (유치원 2학급)
- 2006. 03. 01  대구교육대학교 대용 부설초등학교 지정 운영
- 2007. 02. 14  제 8회 졸업 (320명, 총 졸업생 수 1,851명)
- 2007. 03. 01  50학급 편성 (유치원 2학급)
- 2008. 02. 21  제 9회 졸업 (305명, 총 졸업생 수 2,156명)
- 2008. 03. 01  48학급 편성(특수 1학급), 유치원 2학급
- 2009. 02. 16  제 10회 졸업 (312명, 총 졸업생 수 2468명)
- 2009. 03. 01  47학급 편성(특수 1학급), 유치원 2학급
- 2010. 02. 12  제 11회 졸업 (290명, 총 졸업생 수 2758명)
- 2010. 03. 01  43학급 편성(특수 1학급), 유치원 2학급(종일반)
- 2011. 02. 15  12회 졸업 (252명, 총 졸업생 수 3010명)
- 2011. 03. 01  41학급 편성(특수 1학급), 유치원 2학급(종일반)
- 2012. 09.27 화장실 온수 시설 완성
- 2012.1.20 교실 바닥 공사(32교실)
- 2017.10.24 운동장 공사 완공